# Хупка (Васлуј)
Хупка (рум. Hupca) насеље је у Румунији у округу Васлуј у општини Богданешти. Oпштина се налази на надморској висини од 167 m.

## Становништво
Према подацима из 2002. године у насељу је живело 174 становника, од којих су сви румунске националности.